# درجات حرارة جوية

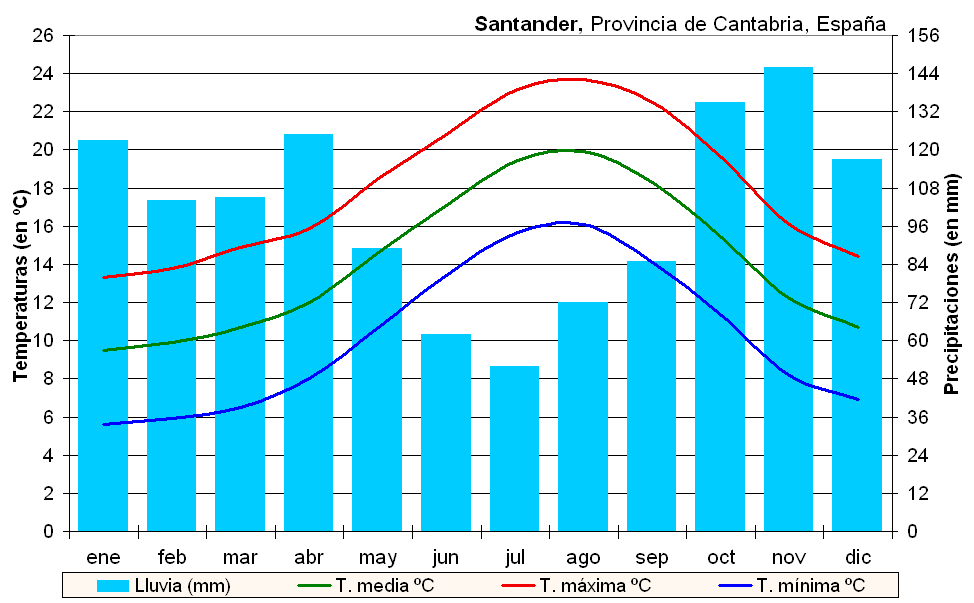

درجات الحرارة الجوية (بالإنجليزية: Atmospheric temperature) هي قياس لدرجة الحرارة في مستويات مختلفة من غلاف الأرض الجوي. وتحكمها عوامل عدة ومنها: الإشعاع الشمسي الوارد والرطوبة والارتفاع. عند التحدث عن درجة حرارة السطح، يعتمد المدى الحراري السنوي في أي موقع جغرافي بصورة كبيرة على نوع المجال الحيوي البيئي كما تم قياسه بـ تصنيف كوبن للمناخ.

## درجة الحرارة مقابل الارتفاع
في غلاف الأرض الجوي تختلف درجة الحرارة بصورة كبيرة عند الارتفاعات المختلفة نسبة لسطح الأرض. فتكون أكثر درجات الحرارة انخفاضاً «بروده» بالقرب من الميزوبوز، وهي منطقة تبعد عن السطح بمسافة 85 كـم (53 ميل) إلى 100 كـم (62 ميل) تقريبًا. بالمقارنة، تكون بعض أكثر درجات الحرارة ارتفاعًا «حارة» في الثيرموسفير، والذي يتعرض لإشعاع مؤين قوي عند مستوى حزام فان آلن الإشعاعي.
تختلف درجات الحرارة كلما تم التحرك رأسيًا لأعلى بعيدًا عن سطح الأرض.

## درجات الحرارة العالمية
عادة ما يستخدم مفهوم درجات الحرارة العالمية في علم المناخ، وهي تدل على متوسط درجة حرارة الأرض وفقًا للقياسات السطحية والقريبة من السطح والمأخوذة من التروبوسفير. بوجه عام، يتم الحصول على هذه القياسات وسجلات درجة الحرارة باستخدام الساتلايت «الأقمار الصناعية» أو قياسات درجات الحرارة المعتمدة على المعدات الأرضية، ثم تجميعها باستخدام قاعدة بيانات أو نموذج محاكاة بالحاسوب. يتم قياس درجات الحرارة العالمية على المدى الطويل في مناخ العصور الجيولوجية القديمة باستخدام بيانات مأخوذة من وكلاء.